# Tichvinoffensief

## Situatie oktober 1941
Op 22 juni 1941 begon operatie Barbarossa, de Duitse aanval op de Sovjet-Unie. Heeresgruppe Nord, onder bevel van maarschalk Wilhelm von Leeb, had Leningrad als einddoel. Voor de verovering van de stad beschikte maarschalk von Leeb over het 16de Leger, het 18de Leger en Panzergruppe 4. In totaal telde zijn legergroep 562 000 soldaten, verdeeld over 20 infanteriedivisies, 3 pantserdivisies en twee gemotoriseerde divisies. 
Aanvankelijk verliep de Duitse opmars vlot.  De Sovjetverdediging stortte ineen en in enkele weken werden Litouwen, Letland en Estland veroverd. Na de verovering van de Baltische staten begon het Duitse offensief te vertragen. Eind juli 1941 bevond de Duitse voorhoede zich nog steeds 140 kilometer van Leningrad verwijderd.  Op 6 augustus 1941 stuurde Adolf Hitler Panzergruppe 3, die tot Heeresgruppe Mitte behoorde, naar het noorden om de opmars opnieuw op gang te krijgen.  Hij gaf bevel dat Leningrad voor de winter moest worden veroverd. Stavka, het opperbevel van het Rode Leger, stuurde generaal Zjoekov naar Leningrad om de verdediging te organiseren.  Gesteund door de twee pantserkorpsen bereikte Heeresgruppe Nord na een moeizame strijd de zuidelijke rand van de stad. 
Op 4 september 1941 begon de Duitse artillerie Leningrad te beschieten. De Führer veranderde opnieuw van gedachte. Maarschalk von Leeb moest de beide pantserkorpsen terug overdragen aan Heeresgruppe Mitte en hij kreeg bevel de stad uit te hongeren. Op 8 september bereikten de Duitsers de oever van het Ladogameer, waardoor de laatste verbinding over land werd afgesneden. Leningrad was omsingeld.
De Duitse greep op de stad was echter niet sterk. Ze hielden slechts het gebied tussen Sjlisselburg en Sinjavino bezet. Deze strook van slechts 15 kilometer werd al spoedig het doelwit van verschillende aanvallen. 

### Leningrad Front
Het 54ste Leger verdedigde met zes zwakke infanteriedivisies een front van 35 kilometer van Lipka, aan de zuidelijke oever van het Ladogameer, tot aan de Maloesinskimoerassen. Hoewel afgesneden van de andere legers vormde het 54ste Leger een deel van het Leningradfront. Het kreeg zijn bevelen vanuit de belegerde stad en het moest zijn gevechtshandelingen afstemmen met de omsingelde legers. Ten zuiden van de Maloesinski moerassen bevonden zich de vier infanteriedivisies van het 4de Leger. Hun sector strekte zich uit tot aan Ptsjezva rivier. Ten zuiden van dit leger verdedigde het 52ste Leger  een frontlijn van 80 kilometer tussen de monding van de Ptsjezva en Doebrovka. Beide legers stonden onder rechtstreeks bevel van Stavka, dat zich in Moskou bevond.  Het front tussen Doebrovka en het Ilmenmeer werd verdedigd door de Novgorod Operationele Groep, die drie divisies telde en tot het Noordwestelijk Front behoorde.  

### Slagorde van het Rode Leger
54ste Leger (luitenant-generaal Michail Chozin)
4de Leger (luitenant-generaal Vsevolod Jakovlev)
- 285ste Infanteriedivisie
- 292ste Infanteriedivisie
- 311de Infanteriedivisie
- 27ste Cavaleriedivisie
- 119de Tankbataljon

52ste Leger (luitenant-generaal Nikolaj Klykov)
- 288ste Infanteriedivisie
- 267ste Infanteriedivisie

Novgorod Operationele Groep
- 305de Infanteriedivisie
- 180ste Infanteriedivisie
- 43ste Tankdivisie

### Duitse opmars naar het oosten
Begin oktober 1941 lanceerde Stavka het Eerste Sinjavo-offensief om de omsingeling van Leningrad te doorbreken.  Hoewel het offensief mislukte, zorgde het voor onrust bij de Duitse legerleiding.  Het Duitse opperbevel realiseerde zich dat de omsingeling van de stad niet sterk genoeg was.  Maarschalk Wilhelm von Leeb, bevelhebber van Heeresgruppe Nord, kreeg de opdracht om de omsingeling van Leningrad te versterken, zodat het 16de Leger kon worden vrijgemaakt om de noordflank van Heeresgruppe Mitte te dekken tijdens de aanval op Moskou. Hij besloot tot een dubbele aanval over de Volchov. Het 39ste Gemotoriseerde Korps (generaal Schmidt), bestaande uit de 12de Pantserdivisie en de 20ste Gemotoriseerde divisie, vormde samen met de 21ste Infanteriedivisie en de 126ste Infanteriedivisie van het 1ste Legerkorps de belangrijkste aanvalsmacht. Vanuit Tsjoedovo moesten ze via Boedogosjtsj aanvallen in de richting van Tichvin, de stad bezetten en daarna verder naar de Svir oprukken om contact te maken met de Finnen. De linkerflank van deze aanval zou worden gedekt door de 11de infanteriedivisie, die vanuit Kirisji langs de oevers van de Volchhov naar het Ladogameer moest oprukken. Op de rechterflank moesten de 8ste Pantserdivsie en de 18de Gemotoriseerde divisie Malaja Visjera veroveren en contact houden met de noordflank van Heersgruppe Mitte.
Op papier was het Duitse aanvalsplan ingenieus. Maarschalk von Leeb had rekening gehouden met het feit dat zijn plan kon falen en de aanvalsdoelen zodanig gekozen dat hij steeds kon terugvallen op een minder ambitieus einddoel.  Als Schmidts korps de Svir niet kon bereiken, dan zou de verovering van het spoorwegstation van Tichvin voldoende zijn om de blokkade van Leningrad te verstevigen. Als ook dit doel niet werd bereikt, dan zou hij de aanval op zijn linkerflank versterken.  Als de Duitse troepen de oevers van het Ladogameer bereikten, dan was het 54ste Leger omsingeld in een gelijkaardig bruggenhoofd zoals het 8ste Leger bij Oranienbaum.

### Slagorde van deWehrmacht

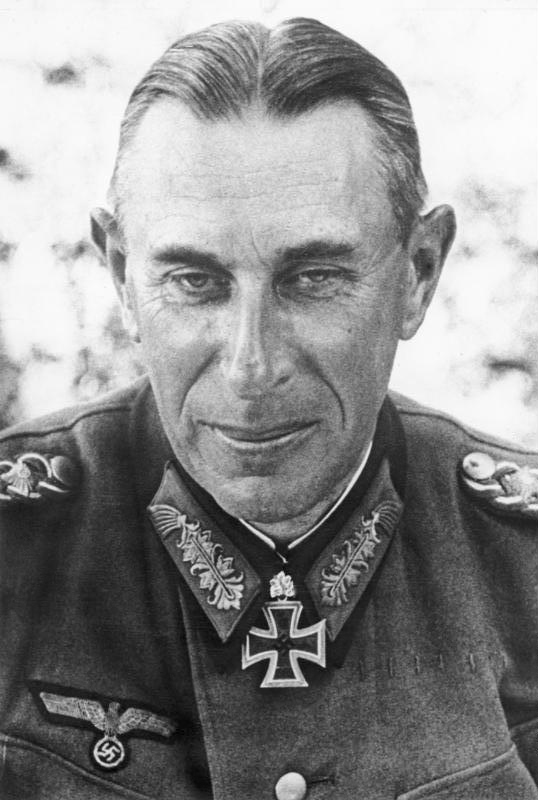
Generaal der Pantsertroepen Rudolf Schmidt

39e Gemotoriseerde Korps (generaal der Pantsertroepen R.Schmidt)
- 18e gemotoriseerde divisie (Generaal der Infanterie F.Herrlein)
- 20e gemotoriseerde divisie (Generaal der Infanterie H.Zorn)
- 8e pantserdivisie (majoor-generaal E.Brandenberger)
- 12e pantserdivisie (majoor-generaal J.Harpe)

1ste Legerkorps (generaal der Infanterie H. von Both)
- 11e infanterie divisie (generaal der Infanterie H.von Böckmann)
- 21e infanterie divisie (generaal der Infanterie O.Sponheimer)
- 126e infanterie divisie (generaal der Infanterie P.Laux)

## Aanval op Tichvin
Op 16 oktober 1941 gingen de Duitsers in de aanval.  Na een korte schermutseling staken de 21ste en 126ste infanteriedivisie de Volchov over. Duitse genietroepen (Pioneersbataljons) legden twee zware pontonbruggen over de rivier.  Enkele uren later werden beide divisies gevolgd door de 12de Pantserdivisie en de 20ste Gemotoriseerde divisie. Na vier dagen van hevige gevechten in de bossen en moerassen ten oosten van de rivier braken de Duitsers door de verdediging en dwongen de drie divisies van het 4e Leger tot een aftocht. Twee divisies trokken zich terug naar het zuidoosten en een derde divisie boog af naar het noorden. Op die manier ontstond een opening tussen het 4de leger en het 52e Leger, waarvan de Duitsers gebruik maakten.  Op dat moment veranderde het weer.  Regen en natte sneeuw veranderden de ondergrond in een modderpoel.  De Raspoetitsa was begonnen. De Sovjetdivisies, die voornamelijk uit infanterie met Panje-wagens bestonden, hadden minder last van het terrein, dan de Duitse gemotoriseerde eenheden.  

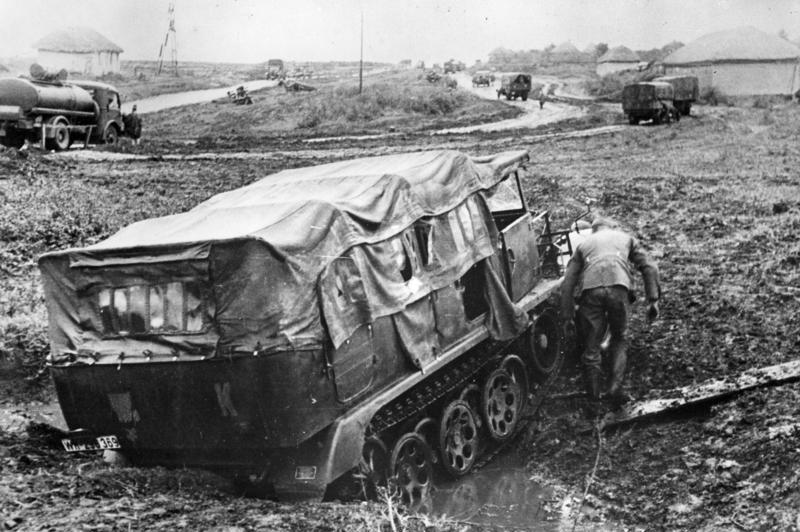
Rapoetista

Stavka beval beide legers om een tegenaanval in te zetten om de opening terug te sluiten, maar de overvloedige sneeuwval en de modderige wegen vertraagden elke verplaatsing. Ook de communicatie tussen het hoofdkwartier en de troepen ter plaatse zorgde voor verwarring.  Er was geen duidelijke bevelsstructuur.  Generaal Klykov gaf orders aan eenheden die niet tot zijn leger behoorden. Instructies om bepaalde dorpen te verdedigen werden aan verkeerde eenheden gestuurd of enkele uren later herroepen. Eenheden kregen bevel stand te houden op een lijn, die ze reeds twee dagen daarvoor hadden opgegeven.

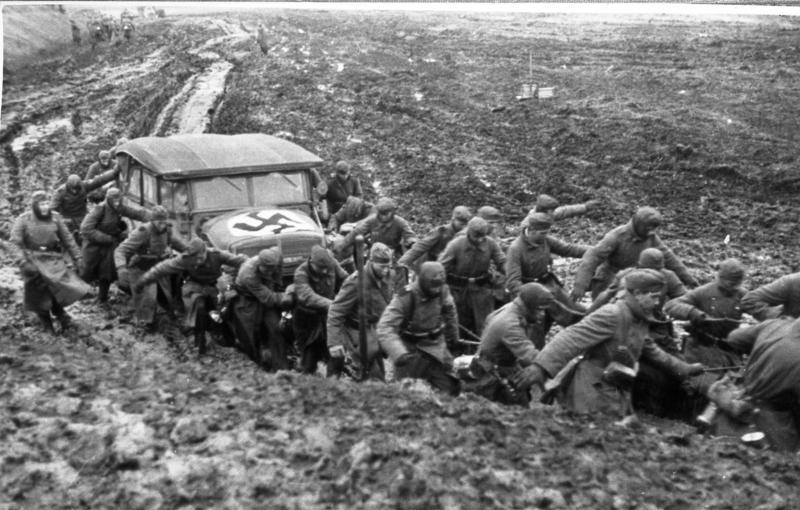
Modder

Ondanks de Raspoetitsa rukte de Duitse aanvalsmacht verder op. De 12de Pantserdivisie en de 20ste Gemotoriseerde divisie naderden Boedogosjtsj, dat op 23 oktober in hun handen viel.  Generaal Schmidt was gedwongen om een pauze in te lassen om zijn eenheden, die over een lengte van tientallen kilometers in de modder vastzaten, te hergroeperen en kans te geven hun voertuigen te herstellen. Ondertussen was de aanval van de Duitse linkervleugel enkele kilometers ten noorden van Kirisji vertraagd en ten slotte op 24 oktober tot volledig vastgelopen in de modder. Op de rechterflank had 18de Gemotoriseerde divisie het 52ste Leger verdreven uit Malaja Visjera. De barre weersomstandigheden verhinderden de Duitsers om hun troepen te bevoorraden.
Stavka besefte de ernst van de situatie en ze schraapte alle versterkingen bijeen. Uit de verdediging van Leningrad haalde ze de 191ste divisie en stuurde deze eenheid naar Sitomlia, een dorpje halverwege tussen Boedogosjtsj en Tichvin. De 44ste divisie werd door de lucht naar Tichvin gestuurd om de verdediging te versterken.  Bovendien werden de 92ste Infanteriedivisie en de 60ste Tankdivisie uit de strategische reserve gehaald en onder bevel van het 52ste Leger geplaatst.

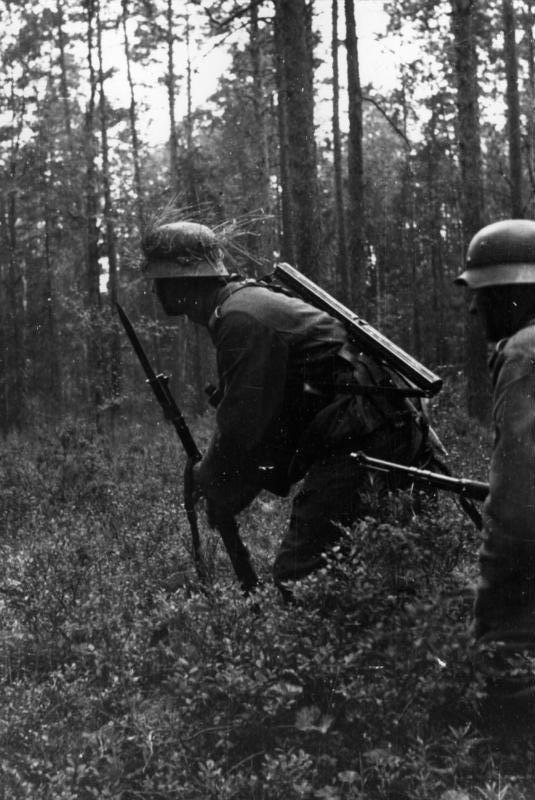
Opmars door het woud

De Sovjetcommandanten ter plaatse waren echter nog niet in staat om grootscheepse troepenbewegingen te coördineren.  De versterkingen werden beetje bij beetje ingezet aan het front. Op 27 oktober slaagde het 4de Leger er niet in om de Duitse 12de Pantserdivisie bij Sitomlia terug te drijven. Hun ongecoördineerde aanvallen dwongen generaal Schmidt wel zijn opmars te staken en zijn divisies te hergroeperen. Hij had nog maar de halve afstand tot Tichvin afgelegd. 
Op de zuidelijke flank wist het versterkte 52ste Leger stand te houden tegen de Duitse 18de Gemotoriseerde divisie en de 8ste Pantserdivisie.  Aan de oevers van de Malaja Vishere kwam de opmars op 27 oktober tot stilstand.  Generaal Schmidt besloot de centrale opmars te versterken en hij begon de beide divisies naar het noorden te verschuiven om de aanval bij Sitomlia te versterken.
Op 26 oktober was het duidelijk dat het Duitse offensief zijn kracht had verloren en bijna volledig was vastgelopen. Maarschalk von Leeb wilde dat het Duitse 9e Leger van Heeresgruppe Mitte een aanval naar het noorden inzette om zijn troepen te ontlasten. Adolf Hitler weigerde en hij beval maarschalk von Leeb de aanval te hernemen.
De Sovjets hadden van de adempauze in het Duitse offensief gebruikgemaakt om hun troepen te hergroeperen. Het 4de Leger zette op 1 november een nieuwe tegenaanval in op de 12de pantserdivisie.  Vanuit het noorden vielen de 191ste infanteriedivisie, versterkt door een regiment van de 44ste divisie en een regiment van de 60ste Tankdivisie de Duitse stellingen aan. Vanuit het zuiden vielen de 4de divisie en de twee andere tankregimenten aan. Haastig groeven de Duitsers zich in rond Sitomlia. Dankzij de massale luchtsteun en hun automatische wapens sloegen de Duitsers de aanvallen af.
Op 5 november daalde de temperatuur tot ver beneden het vriespunt. De grond verhardde en dit gaf de Duitse tanks de kans om hun opmars te hervatten. De 12de Pantserdivisie, versterkt door elementen van 8ste Pantserdivisie en 18de Gemotoriseerde divisie, baande zich een weg naar Tichvin, dat op 8 november in hun handen viel.

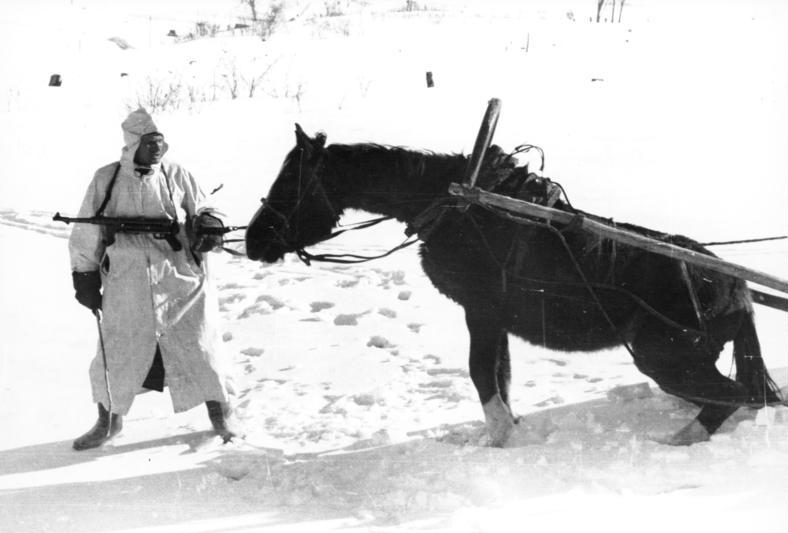
Duitse opmars loopt vast

Ondertussen daalde de temperatuur verder tot -30°C. De Duitse gemechaniseerde strijdkrachten waren niet voorzien op dit winterweer.  Motoren moesten voortdurend blijven draaien, want anders bevroor de olie. Al na enkele dagen hadden de meeste voertuigen geen brandstof meer. Het smeervet in de wapens bevroor, waardoor de wapens blokkeerden. Elke aanraking van metalen onderdelen van wapens of voertuigen betekende een vrieswonde. Lichaamsdelen, die werden blootgesteld aan de koude, bevroren in enkele minuten. De paarden, afkomstig uit Duitsland, Frankrijk en Nederland, stierven massaal. De dieren waren niet bestand tegen de Russische winter. Zonder brandstof en paarden konden de Duitse eenheden zich niet langer verplaatsen. Ze waren verplicht om de dorpjes waarin ze zich bevonden tot het uiterste te verdedigen, want elke verplaatsing in de barre weersomstandigheden was onmogelijk.

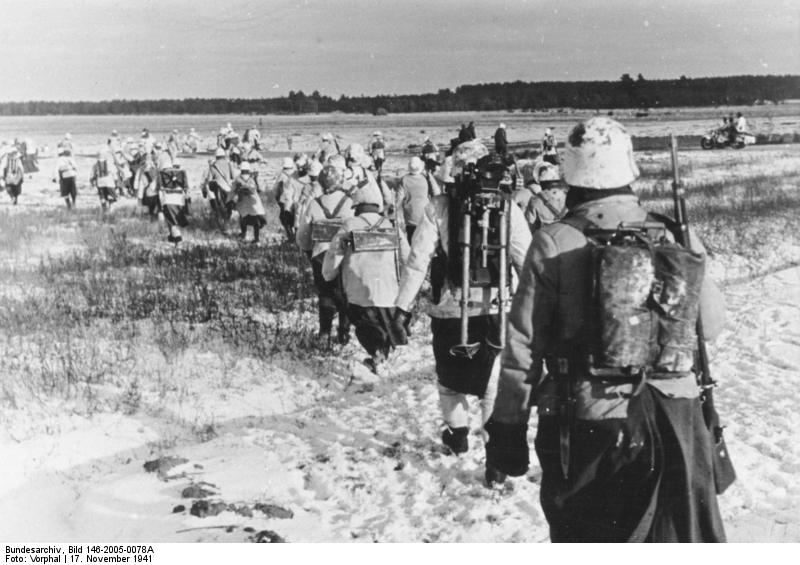
Infanterie in de sneeuw

### Duitse opmars loopt vast
Ondanks de val van Tichvin was het Duitse offensief vastgelopen. Maarschalk von Leeb verlegde het zwaartepunt van de aanval naar zijn linkerflank. Hij versterkte de 11de infanteriedivisie en 21ste infanteriedivisie met de 254ste infanteriedivisie.  De drie divisies vormden de Groep Boeckmann, genoemd naar de commandant van 11de infanteriedivisie.  Deze versterking gaf de aanval een nieuwe impuls en ze dreven de Sovjets naar het noorden. Op 8 november 1941 bereikten de Duitsers de zuidelijke rand van Volchov, waar zich een belangrijke energiecentrale bevond. Generaal Schmidt gaf de 8ste pantserdivisie opdracht om vanuit Tichvin de linkerflank van het 54ste Leger aan te vallen. In de barre weersomstandigheden verliep de verplaatsing van de tanks te langzaam. Na hevige gevechten wisten de Sovjets de tankcolonne tegen te houden nabij Zelets. De poging om het 54ste Leger te omsingelen was mislukt.
Stavka besloot zijn troepen te reorganiseren. Generaal Kiril Meretskov kreeg het bevel over het 4de Leger, dat zich rond Tichvin bevond. Generaal Fedjoenski kreeg het bevel over alle Sovjeteenheden tussen Tichvin en de Volchov. Stavka gaf zijn 54ste Leger bevel om de aanvallen op het 18de Leger stop te zetten en zich te concentreren op de vernietiging van Groep Boeckmann.
Nog voor generaal Fedjoenski zijn troepen had kunnen verzamelen, gingen de Duitsers opnieuw in de aanval. Gesteund door een tankbataljon van de 12de Pantserdivisie viel de 254ste Infanteriedivisie het 54ste Leger aan. Nabij Tsjotovo sloegen ze een bres in de verdediging en ze rukten verder op naar het noordwesten. Deze richting verraste generaal Fedjoenski en het duurde een volledige dag voor hij zich realiseerde dat de Duitsers op weg waren naar Lavrovo. Haastig wierp hij zijn laatste reserves in de strijd. De 285ste divisie en de 122ste Tankbrigade onderschepten de Duitse aanvallers ten zuiden van Volbokalo. Met zware verliezen wisten ze de Duitse aanval tot staan te brengen.
Maarschalk von Leeb had al zijn reserves ingezet, maar hij had nergens een doorbraak kunnen forceren. Het offensief was definitief vastgelopen. Hij gaf bevel dat alle eenheden zich moesten ingraven en hun posities verdedigen.

## Sovjet tegenaanval
Het belangrijkste doel van het tegenoffensief was het herstellen van de bevoorradingslijnen naar Leningrad door de herovering van de spoorlijn Moskou-Leningrad.  Een ander doel was het verhinderen van de verplaatsing van Duitse troepen naar het zuiden, waar ze konden deelnemen aan de aanval op Moskou.
Stavka gaf generaal K.A.Meretskov bevel om de Duitse eenheden te terug te drijven over de Volchov.  Hij had de beschikking over 17 infanterie- en 2 tankdivisies, 1 cavaleriedivisie, 3 infanteriebrigades, 2 tankbrigades en 1 skibataljon.  Verdeeld over drie legers telde zijn strijdmacht 193 000 soldaten en 100 tanks.  Ze stonden tegenover 10 infanterie-, 2 gemotoriseerde en 2 pantserdivisies.  De Duitse strijdmacht omvatte 120 000 soldaten en 100 tanks.
Na de gevechten in de herfst hadden de Sovjets hun les geleerd en ze hielden hun aanvalsplan eenvoudig. Het 4de Leger moest de Duitse divisies in Tichvin aanvallen, omsingelen en vernietigen.  Daarna kon het 4de Leger naar Kirisji en Groezino oprukken. Het 54ste leger zou vanuit het noorden langs de oevers van de Volchov Kirisji aanvallen en in het zuiden zou het 52ste leger vanuit de heuvels bij Malaya Visjera naar Groezino oprukken.

### Zuidelijke aanvalsgroep
Het gebrek aan voldoende voorraden en communicatiemiddelen zorgde ervoor dat de drie legers hun aanval op verschillende tijdstippen begonnen. Op 12 november vielen 4 divisies van het 52ste Leger de stellingen van de Duitse 126ste infanteriedivisie aan ten noorden en ten zuiden van Malaya Visjera. In plaats van zich te concentreren op één punt verspreidde generaal Klykov zijn eenheden over een lengte van 50 kilometer. De Duitse verdedigers hielden stand en na vier dagen van zware gevechten hadden de Sovjets nog geen vooruitgang geboekt. Toch hadden de Sovjetaanvallen maarschalk von Leeb verplicht om de pas gearriveerde 61ste divisie onmiddellijk in de strijd te gooien. Stavka gaf generaal Klykov het bevel om zijn troepen op één punt te groeperen en opnieuw aan te vallen. Op 18 november viel hij Malaya Visjera aan en de volgende dag wisten de Sovjets het dorp te veroveren.  De val van Malaya Visjera dwong de Duitsers om hun verdedigingslinie op te geven en ze trokken zich terug naar Tsjoedovo.

### Centrale aanvalsgroep
Op 19 november ging eindelijk de aanval van het 4de Leger van start. Generaal Meretskov viel Tichvin vanuit drie richtingen aan. De Duitsers hadden zich stevig verschanst in het stadje, want in de ruime omgeving bevonden zich geen andere verdedigbare posities. De stenen huizen, die eerder zeldzaam waren in dit deel van Rusland, boden bovendien enige bescherming tegen het winterweer. De aanvallers werden gehinderd door de diepe sneeuw en ze vorderden slechts langzaam. De superieure vuurkracht van de 12de pantserdivisie en de 18de gemotoriseerde divisie zorgde voor zware verliezen bij de Sovjets. De noordelijke aanvalsgroep liep vast en ook in het zuiden stokte de aanval. In het oosten veroverde het 4de Leger het gehucht x, maar ze konden niet verder doorstoten. Generaal Meretskov zette NKVD-troepen in, die de reguliere eenheden tot een hervatting van de aanval dwongen. Dit was des te opmerkelijker omdat generaal Meretskov enkele maanden voordien zelf een gevangene was van de NKVD.

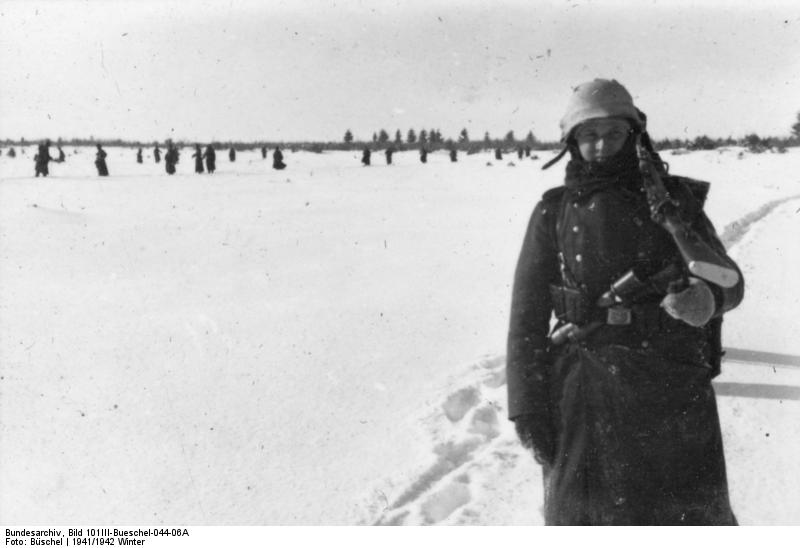
Winteruitrusting

Ook de Duitsers kampten met problemen. Hun bevoorrading haperde en de eenheden begonnen een gebrek aan munitie te krijgen. De 18de gemotoriseerde divisie had meer dan 5000 man verloren en ze had nog een gevechtssterkte van 1000 man. De 12de pantserdivisie beschikte nog slechts over 30 gevechtsklare tanks.   
Op 4 december vroeg generaal von Arnim, die op 17 november generaal Schmidt als commandant van het 39e Gemotoriseerde Korps had vervangen, toestemming om de 12de pantserdivisie en de 18de gemotoriseerde divisie terug te trekken.  Aanvankelijk weigerde Hitler, maar nadat het tegenoffensief bij Moskou was begonnen gaf hij toestemming.  Het had geen zin om de Duitse troepen in de vooruitgeschoven positie bij Tichvin te handhaven. Op 9 december 1941 verlieten de Duitsers Tichvin, dat grondig werd verwoest. Het 151ste regiment van de 61ste infanteriedivisie, gesteund door twee pantsergrenadiers compagnieën, dekte de aftocht. Nabij Koekoej, een gehucht in de moerassen, kwam het tot hevige gevechten. Het 4de Leger had vier dagen nodig om de Duitse stelling in te nemen. De gemotoriseerde divisies wisten te ontkomen, maar het 151ste regiment was geslonken tot 250 man en de beide compagnieën waren volledig uitgeroeid.

### Noordelijke aanvalsgroep
In het noorden ging het 54ste Leger pas op 26 november in de aanval.  Ze dreven de Duitse 21ste infanteriedivisie terug ten zuiden van Volchov.  Op 1 december kreeg generaal Fedjoenski versterking van drie divisies van het Leningradfront. Hij viel de linkerflank van het 1ste Korps aan en hij dwong de 254ste infanteriedivisie tot een terugtocht.  Op 15 december bereikte hij Olomy en het 1ste Korps dreigde te worden afgesneden van de Volchov. Haastig versterkte generaal Boeckmann zijn linkerflank.
Ondertussen had het 4de Leger de opmars hervat en de voorhoede bereikte de Lynka rivier ten zuiden van Volchov. Deze strijdmacht bedreigde de rechterflank van het 1ste Korps. Generaal Boeckmann had geen reserves meer om deze nieuwe bedreiging het hoofd te bieden.  Op 18 december trok hij zich terug naar Kirisji.
Op 17 december 1941 groepeerde Stavka de aanvallende legers in het Volchov Front onder bevel van generaal Meretskov.  Hij kreeg het bevel over het 4de Leger, het 52ste Leger, het 59ste Leger en het 26ste Leger, dat werd omgevormd naar het Tweede Stoottroepenleger.  Het nieuwe front kreeg de opdracht om de Volchov over te steken en op te rukken naar het westen.  Deze aanval moest worden gesteund door het Noordwestelijk Front, dat Novgorod moest heroveren, en het Leningradfront dat de blokkade moest openbreken.
Terwijl Stavka een grootscheeps offensief plande, probeerde generaal Meretskov de oever van de Volchov te bereiken. Het 54ste Leger bevond zich nog steeds een hevige strijd verwikkeld rond Kirisji en het 4de Leger probeerde Tigoda te veroveren. De Duitse troepen boden hevige weerstand en pas op 30 december trokken de laatste Duitse eenheden zich ordelijk terug over de Volchov. De pontonbruggen werden afgebroken en de genietroepen bliezen grote gaten in de bevroren rivier.

## Conclusie
Het Tichvin-offensief was de eerste grote succesvolle strategische operatie van het Rode Leger aan het oostfront. Het offensief verijdelde niet alleen de volledige omsingeling, maar het droeg ook bij aan de redding van Moskou. Het Duitse opperbevel was verplicht om verschillende divisies in te zetten om de aanvallen van het Leningradfront en het Volchovfront op te vangen. Deze troepen hadden anders gebruikt kunnen worden om de noordelijke flank van Heeresgruppe Mitte tijdens de aanval op Moskou te dekken.
De tol van de overwinning was hoog voor het Rode Leger. Tijdens de gevechten ten oosten van de Volchov verloren het 4de Leger, het 52ste Leger en het 54ste Leger 89 490 soldaten, waarvan 40667 gesneuvelden. Bij de gevechten rond de Neva verloren het 8ste Leger en het 55ste Leger bovendien nog eens 50 000 soldaten.
De verliezen van Wehrmacht waren eveneens hoog. Ze verloren 45 000 soldaten in de gevechten op de oostelijke oever van de Volchov.